# Edmond John Fitzmaurice
Edmond John Fitzmaurice (* 24. Juni 1881 in Tarbert, Irland; † 25. Juli 1962) war ein US-amerikanischer Geistlicher und römisch-katholischer Bischof von Wilmington.

## Leben
Edmond Fitzmaurices Onkel, John Edmund Fitzmaurice, war von 1899 bis 1920 Bischof von Erie.
Edmond John Fitzmaurice empfing am 28. Mai 1904 in Rom durch Kardinalvikar Pietro Respighi die Priesterweihe für das Erzbistum Philadelphia.
Papst Pius XI. ernannte ihn am 24. Juli 1925 zum Bischof von Wilmington. Der Erzbischof von Philadelphia, Denis Joseph Kardinal Dougherty, spendete ihm am 30. November desselben Jahres die Bischofsweihe; Mitkonsekratoren waren John Joseph Swint, Bischof von Wheeling, und Andrew James Louis Brennan, Weihbischof in Scranton.
Während seiner Amtszeit stieg die Katholikenzahl im Bistum Wilmington von 34.000 auf 85.000. Fitzmaurice gründete 17 neue Pfarreien und 8 Missionen, 19 Grund- und 9 Oberschulen sowie eine Reihe neuer katholischer Organisationen. Hierzu zählten neben Wohlfahrtsverbänden auch Vereinigungen für Jugendliche und Arbeiter, im Medien- und Erziehungsbereich und die diözesane Gliederung der Kolumbusritter.
Papst Johannes XXIII. nahm am 1. März 1960 seinen Rücktritt an und ernannte ihn bei gleichzeitiger Erhebung zum Erzbischof zum Titularerzbischof von Constantia in Scythia.